# Johan Henrik Tawast
Johan Henrik Tawast, född den 31 juli 1763, antagligen på Halola gård, Kuopio socken, Finland, död den 11 juli 1841 i Stockholm, var en svensk greve, militär och diplomat. Han var bror till Torsten Tawast.

## Biografi
Tawast utnämndes 1779 till fänrik vid Savolaks regemente, studerade 1779–1781 vid en läroanstalt i Strassburg, först på Göran Magnus Sprengtportens, sedermera på Gustav III:s bekostnad, och antogs under tiden till underlöjtnant vid Royal suédois. År 1782 blev han page hos Gustav III samt utnämndes 1786 till löjtnant och 1787 till kapten vid Nylands regemente. Under kriget 1788–1790, då han tjänade under Gustaf Mauritz Armfelts befäl dels i Finland, dels vid Dalfrikåren i Värmland, lade han vid flera tillfällen mod och själsnärvaro i dagen, till exempel vid svenskarnas erövring av ryssarnas ställning vid Pardakoski och Kärnäkoski (15 april 1790), med anledning varav han utnämndes till överstelöjtnant vid Dalregementets vargering. Oberättigat tillade han sig däremot, på Georg Henrik Jägerhorns bekostnad, förtjänsten av, att ryssarna tillbakakastades vid sina försök att överrumpla svenskarna vid Pardakoski och Kärnäkoski (30 april samma år). Efter Armfelts nederlag och blessyr vid Savitaipale (4 juni samma år) förordnades Tawast att föra befälet över brigaden till den nye chefen Wredes ankomst. År 1791 förflyttades han som överstelöjtnant till Jämtlands regemente, vars chef han blev 1802, och utnämndes 1804 till chef för Kalmar regemente. Pommerska kriget 1805–1807 bevistade Tawast dels som brigadchef, dels som befälhavande generaladjutant. Då fransmännen i april 1807 drevs ur Pommern, förde Tawast befäl över den högra kolonnen, som i denna affär spelade en mindre aktiv roll än den av Armfelt kommenderade vänstra. Tawast hugnades emellertid med riddargrad av Svärdsordens stora kors. Under 1808–1809 års krig med Danmark förde Tawast först en brigad av södra armén; sedermera, 2 maj 1809, blev han befälhavare över nämnda armé och avslöt i denna egenskap det stillestånd med danske generalen von Bülow, som varade till fredsslutet samma år.
Tawast, som 29 juni 1809 utnämnts till generalmajor och 1812 till kronprinsens adjutant, avfärdades i april samma år över Ryssland till Konstantinopel, dit han anlände 23 juni, för att dels påskynda avslutandet av de rysk-turkiska fredsunderhandlingarna i Bukarest, dels indraga Turkiet i en mot Frankrike riktad allians med Sverige, England och Ryssland. Vid hans ankomst till Konstantinopel var freden ratificerad så när som på ett par punkter, om vilka de respektive makterna dock snart kom överens utan Tawasts medling, som för övrigt aldrig officiellt erkändes av Porten. Hans arbete för en allians hade alldeles ingen framgång, vilket dock ej berodde på bristande nit från hans sida. I januari 1813 lämnade Tawast Konstantinopel, utnämndes i april till generallöjtnant och var under fälttåget i Tyskland samma år souschef vid nordarméns generalstab. Den 17 december 1813, några dagar efter den med Danmark avslutade vapenvilan, avsändes han av kronprinsen till Köpenhamn för att med danska regeringen överenskomma om grundvalarna för freden. Han sändes även att utväxla ratifikationerna av freden i Kiel (14 januari 1814) och stannade sedermera till slutet av 1819 som envoyé vid hovet i Köpenhamn. Under tiden, 1816, lämnade han chefskapet för Kalmar regemente och befordrades till inspektör vid 3:e infanteriinspektionen. År 1824 blev han general av infanteriet. År 1829 utnämndes han till en av rikets herrar. Tawast erhöll 1802 friherrlig och 1818 grevlig värdighet. Tawast var ledamot av Svenska krigsmannasällskapet från dess stiftelse och av Lantbruksakademien (1837). Militärisk duglighet, omfattande kunskaper, vunna bland annat genom flera utländska resor, samt färdighet i språk förklarar hans glänsande befordringar, men till dem bidrog väl även hans anställning vid hovet, där han utnämndes 1787 till kammarjunkare, 1798 till kammarherre och 1818 till överstekammarjunkare. Han är begravd på Solna kyrkogård.

## Utmärkelser
- Riddare av Svärdsorden,  1788[3]
- Riddare med stora korset av Svärdsorden,  7 april 1807
- Kommendör av Svärdsorden,  9 april 1812
- Första klassen av Röda örns orden,  1813[3]
- Sankt Annas orden, första klass,  1813
- Kommendör med stora korset av Svärdsorden,  12 augusti 1815
- Sankt Annas orden, första klass med briljanter,  13 april 1816
- Storofficer av Hederslegionen,  15 januari 1817[4]
- Riddare av Serafimerorden,  1825[3]
- Carl XIII:s orden,  28 januari 1837

[Redigera Wikidata]